# 薬師丸ひろ子 あなたに・愛・わいわい!
COKE ON SUNDAY 薬師丸ひろ子 あなたに・愛・わいわい!（コーク・オン・サンデー やくしまるひろこ あなたにあいわいわい）は1985年5月5日から1987年4月5日まで、ニッポン放送の制作でNRN系列各局で放送されていたラジオ番組。
パーソナリティは薬師丸ひろ子。
ニッポン放送での放送時間は、毎週日曜日 10:30 - 11:00（UTC）。

## 概要
コカコーラ・ボトラーズの一社提供で、コカコーラ一社提供枠においては1975年から10年続いた『くず哲也の日曜はダメよ』に次ぐ番組。薬師丸にとっては、1984年4月に終了した『薬師丸ひろ子 ほほえみ通信』以来1年ぶりのニッポン放送でのレギュラーパーソナリティである。
番組タイトルの「愛・わいわい」とは、本番組がスタートした1985年に採択された「国際青少年年」の略語「IYY」（International Youth Year）に由来する。『愛』をメインテーマにして、トークとリスナーからのお便り紹介を基調に放送されていた。
はがき採用者には、当番組オリジナルのテレホンカードが贈られていた。
ゲストには明石家さんま（1985年5月26日放送）、チェッカーズ（1985年8月25日放送）らが入っていた。

## 主なコーナー
運だめし・ハガキでクイズカッチンコ
- リスナーはクイズの問題と答えをはがきに書いて送り、それを問題と答えに分けてそれぞれの箱に入れ、薬師丸自身が問題の箱と答えの箱それぞれから一枚ずつ引いて合わせる。見事ぴったり二つ合ったクイズの送り主のリスナーには、前述と同じく当番組オリジナルのテレホンカードが贈られていた[4]

## ネット局
- 新潟放送 - 日曜日11:00 - 11:30
- 四国放送 - 日曜日11:30 - 12:00
- 西日本放送 - 日曜日9:00 - 9:30
- 南海放送 - 日曜日9:00 - 9:30
- 高知放送 - 日曜日11:00 - 11:30
- 大分放送 - 日曜日11:00 - 11:30
- 宮崎放送 - 日曜日9:00 - 9:30

（）